# Чинту джи
Чинту джи (хинди पिंडलीजी) — индийская комедия Ранжита Капура, вышедшая в прокат 4 сентября 2009 года.

## Сюжет
Все жители Хатхабеди исключительно положительные люди. Они дружат с соседями, приходят друг другу на выручку, пьют только чай, и все вегетарианцы. Именно здесь на свет появился сын легендарного Раджа Капура Риши, когда Радж с женой был здесь проездом. Теперь Риши вырос и решил заняться политикой, а агитировать избирателей приехал в свою родную деревню. Он обещает жителям деревни, что будет здесь жить постоянно, построит вокзал и проведёт электричество, однако выясняется, что у него совсем другие планы…
За Риши Капуром подтягивается съёмочная группа фильма, в котором он сейчас снимается. Чужаки нарушают покой Хатхабеди.

## В ролях
- Риши Капур — Риши «Чинту-джи» Капур
- Прияншу Чаттержи — Арун Бакши
- Кульраж Рандхава — Девика Малхотра
- Саураб Шукла — Малкани
- Груша Капур — Канта
- Свадеш Бадху — Чаудхружи
- Ксения Рябинкина — Ксения

## Критика
Кинокритик Таран Адарш дал фильму 3.5 звезды из 5 и назвал его жемчужиной, заслуживающей просмотра.
Такую же оценку дала фильму Анупама Чопра из NDTV, добавив, что «Чинту джи» — скромный и восхитительный фильм, который заставит вас ещё долго улыбаться, после того как вы покинете кинотеатр.
Критик Раджив Масанд оценил фильм на 3 из 5, отметив, что несмотря на свои недостатки,  этот сердечный и обаятельный фильм в итоге намного превосходит аналогичный по тематике «Парикмахер Биллу».